# Connantray-Vaurefroy
Connantray-Vaurefroy je francouzská obec v departementu Marne v regionu Grand Est. Žije zde 137 obyvatel.

## Geografie
Obec leží u hranic departementu Marne s departementem Aube.

### Sousední obce
| Růžice kompasu | Fère-Champenoise |                      | Lenharrée               | Růžice kompasu |
| Růžice kompasu | Euvy             | Sever                | Vassimont-et-Chapelaine | Růžice kompasu |
| Růžice kompasu | Euvy             | Connantray-Vaurefroy | Vassimont-et-Chapelaine | Růžice kompasu |
| Růžice kompasu | Euvy             | Jih                  | Vassimont-et-Chapelaine | Růžice kompasu |
| Růžice kompasu | Gourgançon       | Semoine (Aube)       | Montépreux              | Růžice kompasu |